# Sächsische Zeitung
Die Sächsische Zeitung ist eine seit April 1946 im Osten Sachsens erscheinende Tageszeitung. Die „SZ“ ist die auflagenstärkste Zeitung in ihrem Verbreitungsgebiet, dem ehemaligen Direktionsbezirk Dresden (1991–2008 identisch mit dem Regierungsbezirk Dresden). Die Sächsische Zeitung erscheint im Verlag der DDV Mediengruppe. Die verkaufte Auflage beträgt gegenwärtig 153.500 Exemplare. Chefredakteurin ist seit 1. Juni 2024 Annette Binninger; ihr Vorgänger war von 2007 bis 2024 Uwe Vetterick.

## Geschichte

### 1946 bis 1990

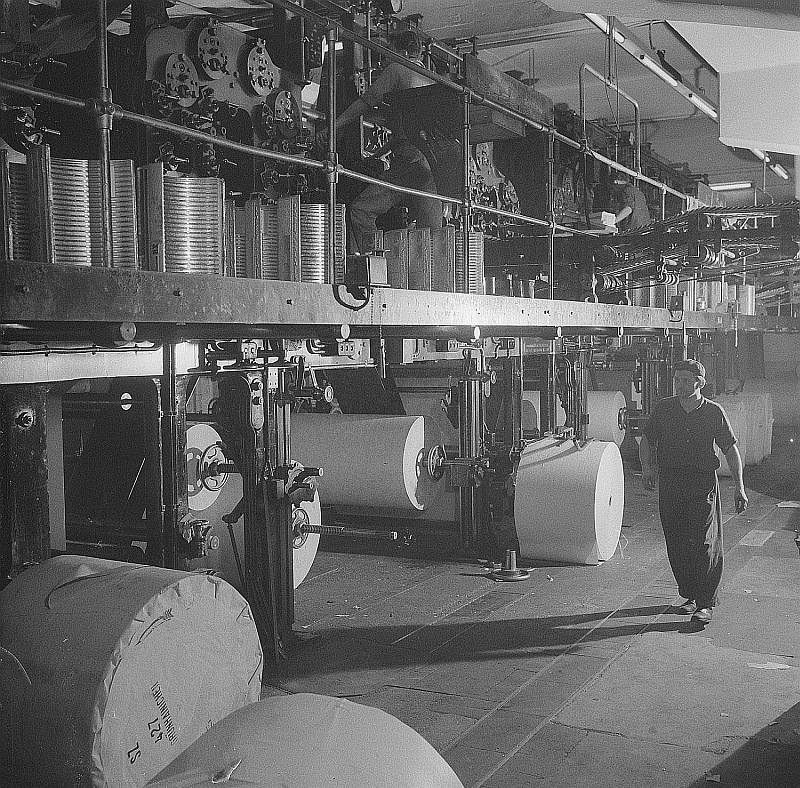
Maschinensaal der Sächsischen Zeitung (um 1960)

Am Sonnabend, den 13. April 1946, entstand die Sächsische Zeitung aus der Zusammenführung der Sächsischen Volkszeitung der KPD und der Volksstimme der SPD, in einer Auflage von 230.000 Exemplaren. Sie war zunächst das Organ der neuen SED für das gesamte Land Sachsen. Die Zeitung hatte anfangs vier Seiten. Erste Chefredakteure waren der Kommunist Hans Teubner und der Sozialdemokrat Kurt Gentz.
Ab dem 20. Mai 1946 war die Sächsische Zeitung nur noch für den Bezirk Dresden zuständig, für Chemnitz gab es die Volksstimme, für Zwickau die Freie Presse und für Leipzig die Leipziger Volkszeitung.
Seit 1954 gab es jährlich ein Pressefest in Dresden.
Die Sächsische Zeitung hatte später in Spitzenzeiten täglich eine Auflage von 570.000 Exemplaren (mit ca. einer Million Lesern). Sie war als SED-Zeitung bei der Papierzuteilung gegenüber anderen Zeitungen bevorzugt.
Am 30. April 1966 zog die Redaktion in das neugebaute Haus der Presse, das noch heute Stammsitz ist. 1987 wurde ein computergestütztes Redaktionssystem (Resy) eingeführt.
Bis 1983 wurde die Sächsische Zeitung im Hochdruck produziert. Ab 1964 wurde dafür der Handsatz durch den Zeilenmaschinensatz abgelöst. Überschriften wurden weiterhin per Hand gesetzt. 1985 verdrängte der Fotosatz den Bleisatz. Zuerst mit Trimetallplatten, später mit Platten aus Aluminium.

### Untertitel
Die Sächsische Zeitung erschien ununterbrochen unter demselben Namen. Geändert hat sich die Unterzeile:
- bis Dezember 1989: Organ der Bezirksleitung Dresden der Sozialistischen Einheitspartei Deutschlands
- Anfang 1990: Sozialistische Tageszeitung
- 1990 wurde dieser Zusatz im Zuge weiterer Design-Veränderungen wieder weggelassen.
- Gegenwärtig gibt es jeweils einen lokalen Zusatz, zum Beispiel Sächsische Zeitung – Dresdens meistgelesene Tageszeitung. Gegründet 1946.

### 1991 bis 2015
Im Jahr 1991 wurde die Sächsische Zeitung privatisiert. Dabei meldete die SPD Restitutionsansprüche für verschiedene von den Nationalsozialisten enteigneten Verlage an und erhielt dafür einen Anteil von 40 Prozent an der Sächsischen Zeitung.
Seit der Ausgabe vom 13./14. März 1998 erscheint die Zeitung komplett in Farbe.
Vor der Flut 2002 bestand das Archiv der SZ aus etwa einer Million Fotos und Negativen, 1.000 laufenden Metern Zeitungen und Textsammlungen sowie 15.000 Büchern mit Bezug zu Dresden und Sachsen. Nach der Flut konnten nur fünf Prozent der Fotos trocken geborgen werden. Etwa 100.000 Fotos und 80.000 Negative konnten gerettet werden. Die Zeitungen und Bücher wurden komplett vernichtet. Aus anderen Archiven konnten große Teile des Archivs wieder beschafft werden.
In den Jahren 2004 und 2005 erschien die Sächsische Zeitung auch als Sonntagsausgabe. Teile des Programms wurden in die Samstagsausgabe integriert.
Die Sächsische Zeitung beschloss, vor den Kommunalwahlen in Sachsen 2008 nicht über die NPD zu berichten. Dem vorausgegangen war eine Klage der NPD-Fraktion im Sächsischen Landtag gegen die SZ, da diese über die Standpunkte aller Fraktionen im Sächsischen Landtag, außer der NPD, zur geplanten Diätenerhöhung berichtete.

### Seit 2016
Zum 1. Januar 2016 baute die Sächsische Zeitung ihre Mantelstruktur komplett um. Seitdem arbeitet die Redaktion mit einem Editor-/Reporter-Modell. Es gibt in jedem Ressort Reporter, die Geschichten recherchieren und schreiben, und Editoren, die diese Geschichten für die verschiedenen Kanäle in Print und Web aufbereiten. Im Zuge dieser Umstrukturierung wurde auch die Chefredaktion umgebaut: Olaf Kittel, bisher stellvertretender Chefredakteur, ist nunmehr Autor und Ombudsmann der SZ. Gleichzeitig rückten Politik- und Wirtschaftschefin Annette Binninger, Ines-Karen Wetzel und der bisherige Kultur-Chef Heinrich Maria Löbbers in die Chefredaktion auf. Binninger führte als „Chefin Recherche“ die Reporter, seit 2024 ist sie Chefredakteurin. Wetzel leitet als Chef-Editorin die Editoren. Löbbers agiert als Chef-Kurator und entscheidet, zu welcher Zeit die Geschichten auf welchem Kanal ausgespielt werden. Er hat die Leitung des Kultur-Ressorts abgegeben, es wurde umgebaut und in Feuilleton umbenannt. Geführt wird es nun von Löbbers bisherigem Stellvertreter Marcus Krämer. Im Rahmen der größten Umstrukturierung seit 1989 hat die Sächsische Zeitung ihre Produktpalette erweitert und ein E-Paper am Abend aufgesetzt, was ab 20 Uhr online abrufbar ist.
Im Juli 2016 entschied die Sächsische Zeitung, sich nicht mehr an die Richtlinie 12.1 des Pressekodex zu halten, und bei der Berichterstattung immer die Herkunft von Straftätern oder Verdächtigen zu nennen, weil viele Leser glaubten, dass es sich um Asylbewerber handelt, wenn keine Nationalität genannt wird.
Seit August 2019 ist der Leiter der Dresdner Lokalredaktion Georg-Dietrich Nixdorf. Er war zuletzt als leitender Lesewert-Coach bei der DDV-Tochter Mehrwertmacher tätig.
2021 feierte die Zeitung ihr 75-jähriges Jubiläum. Im gleichen Jahr kündigte die Zeitung an, ihre bereits seit 2016 bestehende redaktionelle Kooperation mit dem Berliner Tagesspiegel zu vertiefen.

## Chefredakteure
- 1946 Georg Hansen
- 1946–1947 Hans Teubner
- 1946–1949 Kurt Gentz
- 1947–1950 Johannes König
- Mai–August 1950 Heinz Friedrich
- 1950–1953 Otto Trillitzsch
- 1953–1961 Carl Bobach
- 1961–1966 Sander Drobela
- 1966–1977 Rudi Schimmer[12]
- 1977–1989 Johannes Schulz[13]
- 1989–1992 Edith Gierth
- 1999–2002 Peter Christ
- 2002–2007 Hans Eggert
- 2007–2024 Uwe Vetterick
- seit 2024 Annette Binninger

## Auflage
Die Sächsische Zeitung hat in den vergangenen Jahren erheblich an Auflage eingebüßt.Die verkaufte Auflage ist in den vergangenen 10 Jahren um durchschnittlich 5,9 % pro Jahr gesunken. Im vergangenen Jahr hat sie um 10,2 % abgenommen. Die verkaufte Auflage beträgt gegenwärtig 144.220 Exemplare. Der Anteil der Abonnements an der verkauften Auflage liegt bei 90,7 Prozent. Laut Eigenaussage wurde die Zeitung 2022 von 450.000 Lesern gelesen. Die Auflage betrug 2024 153.500. Die Hälfte der Einnahmen werden über Abonnements und Einzelverkauf erzielt, die andere Hälfte mit Werbeanzeigen.
| 1998   | 1999   | 2000   | 2001   | 2002   | 2003   | 2004   | 2005   | 2006   | 2007   | 2008   | 2009   | 2010   | 2011   | 2012   | 2013   | 2014   | 2015   | 2016   | 2017   | 2018   | 2019   | 2020   | 2021   | 2022   | 2023   | 2024   |
| ------ | ------ | ------ | ------ | ------ | ------ | ------ | ------ | ------ | ------ | ------ | ------ | ------ | ------ | ------ | ------ | ------ | ------ | ------ | ------ | ------ | ------ | ------ | ------ | ------ | ------ | ------ |
| 375116 | 360473 | 347305 | 333628 | 321447 | 310646 | 297715 | 298159 | 288971 | 280413 | 273083 | 267013 | 262414 | 256036 | 251597 | 245074 | 238156 | 230840 | 220927 | 213296 | 203389 | 194979 | 185636 | 175537 | 160754 | 145012 | 130282 |

## Zeitungsaufbau
Die Sächsische Zeitung erscheint im Rheinischen Format (350 × 510 mm). Sie besteht aus vier sogenannten Büchern mit mindestens 24 Seiten, sonnabends mit dem „Magazin“. Der Mantel umfasst Nachrichten, Politik, Reportagen, Berichte aus Sachsen und Kommentare. Hinzu kommen die Lokalseiten, Wirtschaft, Feuilleton, Sport und Spezialseiten, z. B. „Wissen“.
Die Medienagentur DDV Media realisiert die Anzeigen und Werbekampagnen.
In einem Teil der Ausgabe erschien zwischen 1996 und 2012 donnerstags das kostenlose Veranstaltungsblatt „PluSZ“-Magazin. 2012 bis März 2020 erschien die Beilage „Augusto“. Den Zeitungsexemplaren wurde bis Ende 2023 die wöchentliche Fernsehzeitschrift rtv beigelegt, ab 2024 wird diese durch das wöchentliche Fernsehmagazin prisma ersetzt.
Seit 2005 erscheint in Dresden freitags das kostenlose, werbefinanzierte Blatt freitagSZ, das neben einem Immobilienteil redaktionelle Artikel der Sächsischen Zeitung der vorangegangenen Woche republiziert. Es steht in Konkurrenz mit dem ebenfalls werbefinanzierten Wochenblatt Wochenkurier  Dieses stellt Ende September 2025 sein Erscheinen ein.

## Druck
Die Sächsische Zeitung wird in der im Jahr 1998 eröffneten Zeitungsdruckerei in Dresden-Hellerberge im Offsetdruck als Vierfarbdruck gedruckt. Das Papier besteht zu 100 Prozent aus Altpapier und wird von den Papierfabriken Eilenburg und Schwedt/Oder geliefert. Der Andruck erfolgt 21:30 Uhr, der Ausdruck, die letzten Exemplare, um 3:30 Uhr. Pro Nacht werden 1.000 aus Aluminium bestehende Druckplatten benötigt. Von Zustellpunkten stellen 2.200 Zusteller die Zeitung den Abonnenten zu.

## Verlag

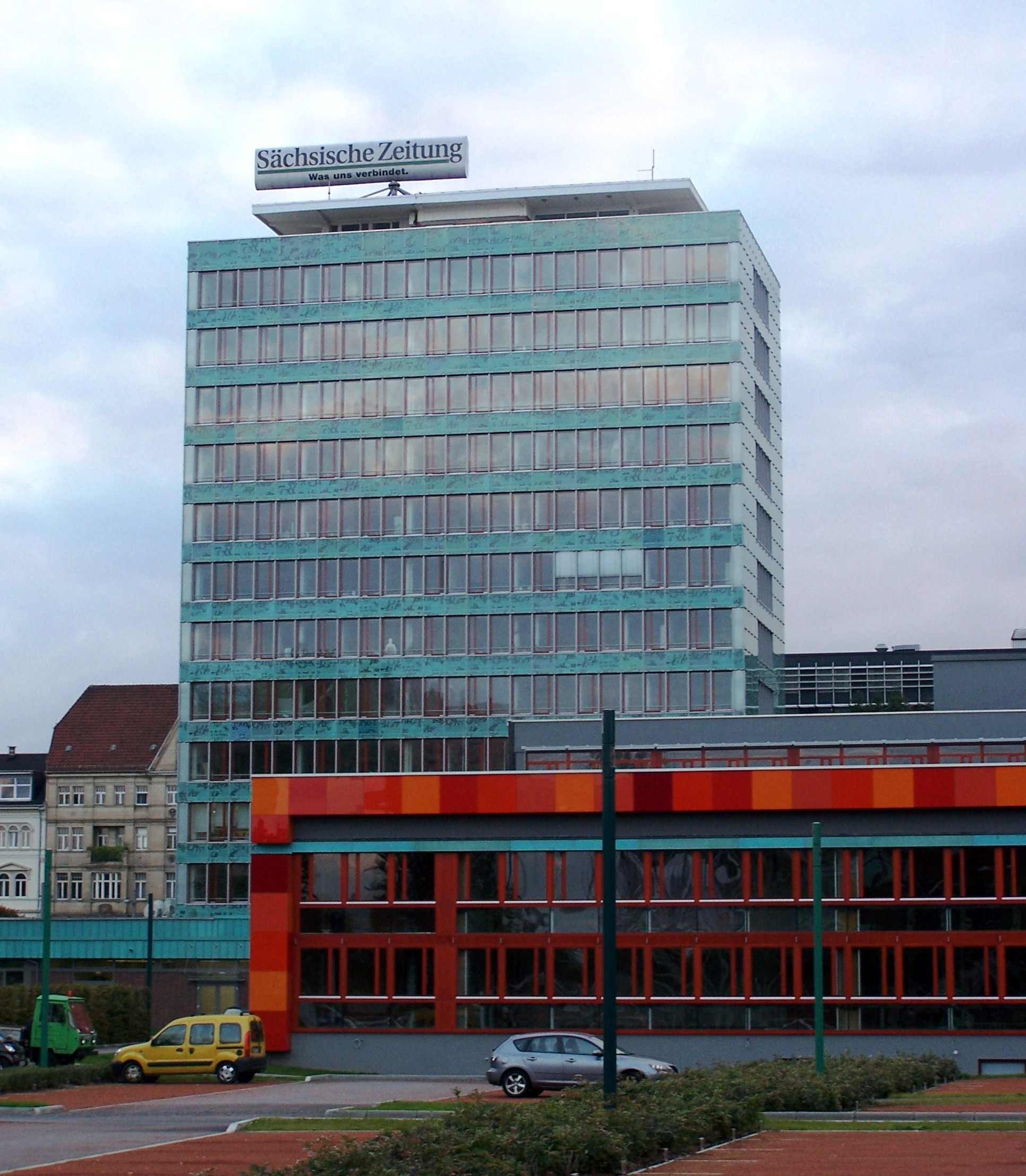
Verlagshaus „Haus der Presse“ in Dresden

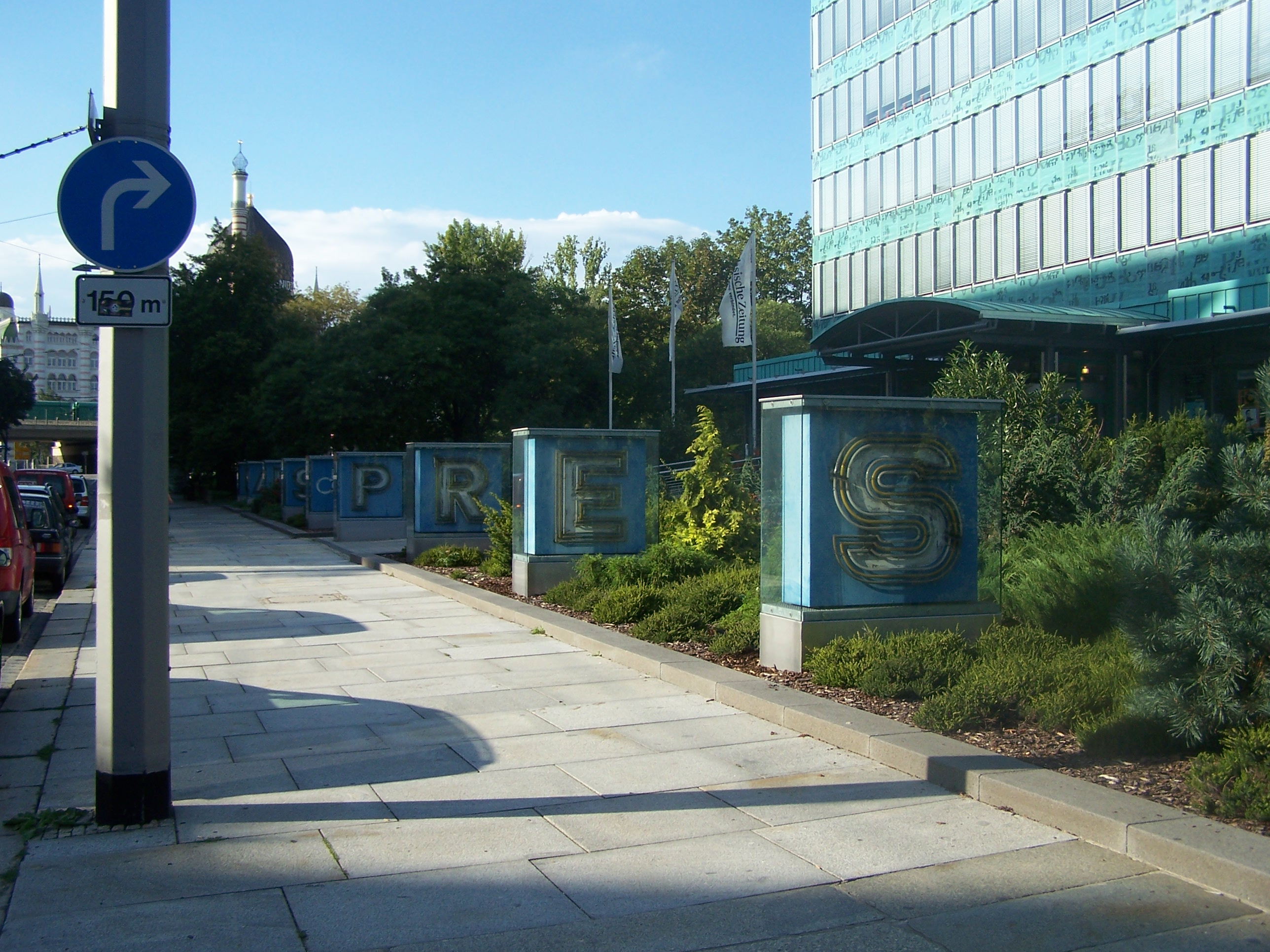
Schriftzug vor dem Gebäude

Die DDV Mediengruppe, welche die Sächsische Zeitung herausgibt, ist zu 60 Prozent im Besitz der Bertelsmann-Tochter Gruner + Jahr, 40 Prozent der Anteile gehören der Deutschen Druck- und Verlagsgesellschaft, einem Medienbeteiligungsunternehmen der SPD. Im Januar 2024 gab der Bertelsmann-Konzern das Vorhaben bekannt, seinen Anteil an die Verlagsgesellschaft Madsack zu verkaufen.
Insgesamt arbeiten in allen Bereichen der DDV Mediengruppe ca. 500 Mitarbeiter, davon ca. 140 Redakteure. Zur DDV Mediengruppe gehört auch die Morgenpost Sachsen Verlagsgesellschaft mbH, welche die Morgenpost Sachsen mit Ausgaben in Dresden (Dresdner Morgenpost) und Chemnitz (Chemnitzer Morgenpost) verlegt. Zudem gliedert sich das frühere Dresdner Druck- und Verlagshaus seit seiner Umbenennung in DDV Mediengruppe in fünf Geschäftszweige, die durch einen fünfarmigen Stern als Logo verdeutlicht werden: Medien, Logistik, Kommunikation und Vermarktung, Freizeit und Tourismus sowie Verlagsdienstleistungen.
In der Tochterunternehmung Dresdner Magazin Verlag gibt die DDV Mediengruppe zudem mehrere teilweise kostenlose Magazine heraus. Beispiele dafür sind der jährliche Restaurantführer „Augusto“, das „Wellnessmagazin“ sowie das „Immobilienmagazin für Dresden und Umgebung“. Jährlich erscheint im Dresdner Magazin Verlag auch ein Branchenbuch für Dresden und Umgebung. Mit PostModern findet sich seit einigen Jahren zudem ein privater Briefdienst im Portfolio der DDV Mediengruppe. Die DDV Edition publiziert Bücher, die teilweise von SZ-Redakteuren geschrieben werden.
Die Sächsische Zeitung erscheint in 20 Lokalausgaben, deren Verbreitungsgebiete sich – bis auf wenige kleinere Ausnahmen wie dem Rödertal um Radeberg – an der Struktur der Landkreise orientiert, wie sie vor der Kreisgebietsreform in Sachsen Mitte der 1990er Jahre bestanden. Seit dem Erwerb des Döbelner Anzeigers erscheint dieser unter dem alten Titel als Ausgabe der Sächsischen Zeitung für die Region um Döbeln. Die Lokalausgaben sind: Bautzen, Bischofswerda, Dippoldiswalde, Döbeln, Dresden, Radebeul, Freital, Görlitz, Großenhain, Hoyerswerda, Kamenz, Löbau, Meißen, Niesky, Pirna, Riesa, Rödertal, Sebnitz, Weißwasser und Zittau. Für die Herausgabe der Lokalausgaben der Sächsischen Zeitung existieren eigene regionale Gesellschaften, die zumeist mehrere Lokalausgaben umfassen.

## Sächsische.de

Logo

Sächsische.de ist das Internetportal der Sächsischen Zeitung. Gestartet am 11. November 1996 unter sz-online.de, wird es mittlerweile monatlich etwa 16 Millionen Mal abgerufen (Stand: Februar 2016).
Die redaktionellen Inhalte speisen sich aus Agenturtexten von dpa und AP, Artikeln der Sächsischen Zeitung, die weitgehend automatisiert und damit unverändert übernommen werden, sowie aus Artikeln, die eine eigenständige Online-Redaktion beisteuert. Der Relaunch der Seite, womit der Umbau von sz-online.de auf sächsische.de einherging, erfolgte am 23. November 2018. Gleichzeitig weihte die Sächsische Zeitung ihren neuen Newsroom ein, der mit neuem Design seither im Erdgeschoss des Gebäudes in der Ostra-Allee liegt. Mit der neuen Website ist die neue Digital-Strategie verbunden, als kostenpflichtiges Online-Premium-Angebot Umsätze vor allem über journalistische Inhalte zu erzielen.
Neben sächsische.de beauftragt der Verlag weitere Onlineportale für den Raum Ostsachsen. Die größten darunter sind das Immobilienportal sz-immo.de, das Ausgehportal augusto-sachsen.de und die Jobbörse sz-jobs.de.

## Erweiterungen
Die SZ hat einen Leserbeirat mit 14 Mitgliedern.
In der Zeit von 2014 bis 2015 gab es das Wochenmagazin AuSZeit mit einer App.
Die Sächsische Zeitung hilft seit 1996 mit der Stiftung „Lichtblick“ Menschen in Not. Zum Jahresende wird jährlich eine Spendenaktion gestartet. 2019/20 wurden 786.000 Euro von ca. 11.000 Spendern gesammelt. Auch zur Corona-Pandemie 2020/21 werden Spenden gesammelt und Menschen in Not unterstützt, ca. 1 Million Euro Spenden wurden gesammelt. 2023/24 waren es ca. 777.000 Euro Spenden von fast 9.000 Spendern, 2024/25 waren es ca. 811.000 Euro von 8482 Lesern. Die ausgezahlte Hilfe beträgt durchschnittlich 500 Euro.
Das Projekt „Schüler & Zeitung“ soll Jugendliche an das Zeitunglesen und Zeitungmachen heranführen. Ebenso ist die Sächsische Zeitung Partner des Projekts „Umwelt baut Brücken – Jugendliche im europäischen Dialog“.
Die Sächsische Zeitung veranstaltet jährlich ein Fahrradfest, im Haus der Presse eine Karikaturenausstellung zum Deutschen Karikaturenpreis, vergibt einen Unternehmerpreis und unterstützt die Wahl „Sächsisches Wort des Jahres“ jeweils am 3. Oktober.
Die in der Sächsischen Zeitung vierzehntäglich erscheinende Schachecke mit ihren Urdrucken hat durch Nachdrucke der Kompositionen in Büchern und anderen Zeitschriften den Namen der Zeitung in der Welt bekannter gemacht.
Ab 2014 werden Ratgeberseiten von der Agentur Nutzwert produziert.
Mithilfe des von der Sächsischen Zeitung entwickelten Messverfahrens „Lesewert“ werden die meistgelesenen Zeitungsartikel ermittelt. Ab einem Wert von 30 Prozent gilt ein Artikel als gut gelesen.
Der Verlag arbeitet mit Modellen, die um das Jahr 2033 das Ende der gedruckten Zeitung vorsieht.

## Auszeichnungen
2009 erhielt die Sächsische Zeitung auf dem Europäischen Zeitungskongress in Wien den European Newspaper Award für das Erscheinungsbild, 2011 für die Seiten zum Dresdner Opernball 2011 und ebenfalls 2011 für die Titelseite zum Protest gegen Nazis am 19. Februar 2011.
2012 erhielt die Zeitung den European Newspaper Award in der Kategorie Local Pages für die Seite „Wunderwelt Elbe“ vom 18./19. August 2012. Im nachfolgenden Jahr gab es vier Awards für die SZ.
2013 gewann die Sächsische Zeitung für ihren „Familienkompass“ den Deutschen Lokaljournalistenpreis der Konrad-Adenauer-Stiftung. Im darauffolgenden Jahr war die Zeitung erneut erfolgreich, die Lokalausgabe Riesa gewann für ihre Serie zu den Machenschaften der Stasi einen Deutschen Lokaljournalistenpreis in der Kategorie DDR-Geschichte.
2015 gewann die Sächsische Zeitung insgesamt sieben European Newspaper Awards für optisch hervorragende Seiten, fünf dieser Awards gingen auf das Konto der Lokalausgabe Riesa.
2016 erhielten die Autoren Alexander Schneider, Tobias Wolf und Ulrich Wolf den mit 6000 Euro dotierten zweiten Preis des Wächterpreises der deutschen Tagespresse für drei Artikel über Pegida in der Sächsischen Zeitung.

## Presseratsrüge
Der Deutsche Presserat sprach 2009 eine nicht-öffentliche Rüge gegen die Zeitung wegen Verstoßes gegen den Pressekodex aus. Die Zeitung habe gegen die Persönlichkeitsrechte eines Mannes verstoßen, der verdächtigt wurde, ein Mädchen getötet zu haben. Die Zeitung hatte seinen Namen genannt und ein Foto von ihm veröffentlicht.